# Yphthimoides mythra
Yphthimoides mythra är en fjärilsart som beskrevs av Otto Staudinger. Yphthimoides mythra ingår i släktet Yphthimoides och familjen praktfjärilar. Inga underarter finns listade i Catalogue of Life.